# Graham Avenue
Graham Avenue è una fermata della metropolitana di New York situata sulla linea BMT Canarsie. Nel 2019 è stata utilizzata da 2 709 511 passeggeri. È servita dalla linea L, attiva 24 ore su 24.

## Storia
La stazione fu aperta il 30 giugno 1924.

## Strutture e impianti
La stazione è sotterranea, ha due banchine laterali e due binari. È posta al di sotto di Metropolitan Avenue e non ha un mezzanino, ognuna delle due banchine ospita infatti un gruppo di tornelli e due scale che portano ai due lati dell'incrocio con Graham Avenue.

## Interscambi
La stazione è servita da alcune autolinee gestite da NYCT Bus.
- Fermata autobus